# Schlagers sommarkassett
Schlagers sommarkassett är ett samlingsalbum av Blandade artister, utgivet i Sverige i juni 1981 av rocktidningen Schlager inför sommarsäsongen. Albumet utkom på kassettband, och i stället för "Sida A–Sida 1" och "Sida B–Sida 2" talar man om "Chokladsidan" och "Jordgubbssidan".

## Låtlista

### Chokladsidan
1. Stain - "Tidens vind" - 3.30
2. Eldkvarn - "En gammal hatt sätts på mitt huvud" - 3.30
3. Kai Martin & Stick - "Man skall vara som ett vilddjur i år" (slow-version) - 3.58
4. Lasse Tennander & Yngve Frejs orkester - "Jag är beredd" - 4.02
5. EC 80 - "Honey I'm Sorry" - 1.00
6. Greg FitzPatrick & Hasse Bruniusson - "Felix" - 3.36
7. Lars Hollmer - "Inte flyttar jag till sjöss" - 1.32
8. Svartvitt - "Vad spelar det för roll - 4.01
9. Ratata - "Ett + ett" - 2.10

### Jordgubbssidan
1. Lustans Lakejer - "Begärets dunkla mål" (remix) - 3.53
2. TT Reuter - "Den gudomlige" - 3.39
3. Traste och Superstararna - "Askungen" - 2.24
4. Kitchen and the Plastic Spoons - "Blätta" - 2.53
5. Rädsla - "Maskerad" - 3.57
6. KSMB - "Oru basta" - 2.48
7. Kriget - "Höghus" - 2.30
8. Klo - "Why Do You Keep Me Hangin'on (Bettan)" - 4.48